# Croco (mitología)
En la mitología griega Croco (en griego Κρόκος, Krókos) fue un muchacho convertido en la flor del azafrán. Su historia es tardía y poco testimoniada. Según palabras de Ovidio: «Croco, convertido con Esmílace en flores pequeñas». Y en palabras de Nono: «y Croco, ansioso por Milax, la joven de hermosa corona, será una flor de Amores». Croco dio su nombre al género crocus, la ninfa Esmílace (Σμῖλαξ, Smílax) fue metamorfoseada en una enredadera que llevó su nombre, la correhuela o zarzaparrilla, y dio su nombre al género smilax.
En otra variante del mito, se decía que Croco era un compañero de Hermes, o incluso su amante, y que fue asesinado accidentalmente por el dios en una competición amistosa de lanzamiento de disco cuando se puso de pie inesperadamente y el disco le impactó en la cabeza. Al gotear la sangre del desafortunado muchacho en el suelo surgió la flor del azafrán. Probablemente el mito de Hermes y Croco sea una variante del de Apolo y Jacinto.